# Groupe Tranchant
Groupe Tranchant ist eine französische Kasinogruppe, die von Georges Tranchant gegründet wurde und unter dem Dach der Finindusco-Holding firmiert.

## Geschichte der Gruppe
Georges Tranchant, der sich politisch engagierte und als freiwilliger Kämpfer ausgezeichnet wurde, gründete seine erste Elektronikfirma. Er gründete weitere Elektronikunternehmen wie Tranchant Électronique und 1950 Techni Import.
Georges Tranchant ließ eine seiner Firmen für die Entwicklung und den Verkauf von Spielautomaten lizenzieren. Er begann, seine Zeit und seine Mittel in die Kasinobranche zu investieren und eröffnete gleich zwei Kasinos, das von Amnéville und das von Dunkerque. Kurz darauf wurde Georges Tranchant Importeur von Spielautomaten in Frankreich, eine Tätigkeit, die er mit seiner Firma Tranchant Gaming Technology weiter ausbaute, die sich ebenfalls mit der Vermarktung von Spielgeräten für Kasinos befasste.
Ende der 1990er Jahre war seine Gruppe gleichzeitig Importeur von Spielautomaten, Hersteller und Betreiber von etwa 15 bis 20 Kasinos. Die Ansiedlung neuer Kasinos ist begrenzt und Gegenstand eines harten Wettbewerbs, der mit verschiedenen Vorwürfen der Finanzierung von Parteien oder Politikern, der Korruption usw. und der Infiltration der RG in die betreffenden Gruppen einhergeht. So wurde Georges Tranchant 1997 im Fall des Kasinos von Néris-les-Bains der Korruption beschuldigt, im Juni 1997 angeklagt, zwei Wochen lang inhaftiert, wieder freigelassen und schließlich einige Jahre später, 1999, das Verfahren eingestellt.
Ende des 20. Jahrhunderts gehört die Groupe Tranchant der Holdinggesellschaft Compagnie Financière Régionale, die ihrerseits im Besitz des Familienunternehmens Finindusco ist. Sie besitzt sechzehn Kasinos in Frankreich (ein siebzehntes ist in Luz-Saint-Sauveur in Planung), dazu kommen einige Einrichtungen im Ausland (in der Dominikanischen Republik und an Bord von Passagierschiffen), mit einem jährlichen Spielertrag von 190,7 Millionen Euro im Zeitraum 2000–2001 und einer geplanten Niederlassung in Basel in der Schweiz.
Ende der 2010er Jahre war die Tranchant-Gruppe, die immer noch von Georges Tranchant geleitet wird, mit einem jährlichen Spielertrag von 240 Millionen Euro der viertgrößte Kasinobetreiber in Frankreich. Während der geplanten Privatisierung der Française des Jeux bewarb sich diese Gruppe um eine Minderheitsbeteiligung an diesem Unternehmen. Die Teilprivatisierung erfolgte jedoch über die Börse, mit einer stärkeren Verwässerung der Anzahl der Aktionäre. Noch schlimmer für Unternehmen wie die Tranchant-Gruppe, die Kasinos betreiben, ist, dass der Française des jeux die Möglichkeit eröffnet wird, in ihren Verkaufsstellen Terminals aufzustellen, die Sportwetten ermöglichen, was diese Kasinogruppen als Ersatz für Spielautomaten betrachten.

## Führungskräfte
Die Gruppe wurde von Georges Tranchant gegründet, der 2020 im Alter von 91 Jahren starb. Kurz zuvor hatte er die Leitung der Gruppe an seine Söhne Benjamin Tranchant, Romain Tranchant und Sébastien Tranchant übergeben.